# Oospila pallida
Oospila pallida là một loài bướm đêm trong họ Geometridae.